# Un carnet de bal
Pour l’article homonyme, voir Carnet de bal.
Pour plus de détails, voir Fiche technique et Distribution.
Un carnet de bal est un film français réalisé par Julien Duvivier, sorti en 1937. Il est connu comme étant le premier film à sketches réalisé en France.

## Synopsis
Une veuve encore jeune, retrouvant le carnet de bal de ses seize ans, recherche ce que sont devenus ses cavaliers d'il y a vingt ans. De déceptions en reniements, elle comprend qu'il vaut mieux laisser reposer le passé. Mais alors qu'elle va peut-être céder au désespoir, elle apprend que le seul sans doute de ces garçons qu'elle ait véritablement aimé, Gérard, vivait non loin d'elle. Et qu'il vient de mourir. Elle va prendre sous son aile Jacques, son fils de seize ans, s'en faire la marraine et l'emmener à son premier bal.

## Fiche technique
- Titre : Un carnet de bal
- Réalisation : Julien Duvivier, assisté de Charles Dorat
- Scénario : Julien Duvivier, Henri Jeanson, Yves Mirande, Jean Sarment, Pierre Wolff et Bernard Zimmer
- Musique : Maurice Jaubert
- Photographie : Philippe Agostini, Michel Kelber et Pierre Levent
- Montage : André Versein
- Photographe de plateau : Léo Mirkine
- Décors : Paul Colin, Jean Douarinou et Serge Piménoff
- Production : Jean Lévy-Strauss
- Société de production : Sigma
- Pays de production :  France
- Format : Son mono  - Noir et blanc - 35 mm  - 1,37:1
- Genre : Film dramatique
- Durée : 144 minutes
- Durée du DVD Gaumont : 125'
- Date de sortie : 8 septembre 1937 (France)

## Distribution
(par ordre d'entrée dans l'action)
- Marie Bell : Christine de Guérande devenue Christine Surgère
- Maurice Bénard : Brémont, ami fidèle de Christine
- Françoise Rosay : Madame Audié, mère de Georges
- Gabrielle Fontan : Rose, la bonne de madame Audié
- Louis Jouvet : Pierre Verdier, devenu Jo
- Pierre Alcover : Teddy
- Roger Legris : Mélanco
- Alfred Adam : Fred
- Peggy Bonny : l'entraîneuse
- Harry Baur : Alain Regnault, devenu le père Dominique
- La Manécanterie des Petits Chanteurs à la croix de bois
- Pierre Richard-Willm : Eric Irvin, devenu guide de haute montagne
- Raimu : François Patusset devenu Maire de son village
- René Génin : un employé de la mairie
- Milly Mathis : Cécile Gachery, fiancée de Patusset et son ancienne bonne
- Andrex : Paul, mauvais fils adoptif de Patusset
- Pierre Blanchar : Thierry Raynal devenu médecin douteux
- Sylvie : Gaby, maîtresse de Raynal
- Jeanne Fusier-Gir : une marchande de journaux marseillaise
- Fernandel : Fabien Coutissol devenu coiffeur pour dames
- Simone Gauthier : une jeune fille à son premier bal
- Marguerite Ducouret : la mère de la jeune fille
- Robert Lynen : Jacques, fils de Gérard Dambreval

## Autour du film
- Le tournage a débuté le 20 mars, pour se terminer en juin 1937.
- Julien Duvivier tournera Lydia en 1941, son propre remake du film.
- À Londres, pour fêter le 14 juillet 1940, « jour heureux » selon lui, le général de Gaulle a offert une séance de détente en invitant ses camarades des Forces françaises libres à voir ce film, les rejoignant et leur adressant préalablement quelques mots dans la mezzanine d'une salle à peu près déserte[1] (nota : le carnet de bal est daté du 18 juin 1919).

Afin de donner à chaque sketch une tonalité spécifique, Julien Duvivier les confia à des scénaristes différents.

## Vidéo
- Le film a été édité en vhs chez René Chateau Vidéo en 1997.
- Le film est également disponible en DVD dans la collection Gaumont à la Demande depuis 2011.

## Récompenses
- Prix du meilleur film étranger lors de la Mostra de Venise 1937.
- Prix du meilleur film étranger lors des Kinema Junpo Awards 1939.